# Telefe
Televisión Federal S.A., plus connue sous le nom de Telefe, est une chaîne de télévision généraliste privée argentine.

## Histoire de la chaîne
Anciennement, la chaîne était publique et s'appelait Canal Once (Canal 11). Cette chaîne familiale, créée en 1961, était détenue par une société liée à l'Église catholique et associée à la chaîne américaine ABC pour les programmes. À partir de 1965, la chaîne passe entre les mains de l'éditeur Héctor Ricardo García, qui en fait une chaîne plus populaire.
Nationalisée en 1974, Canal 11 fut administrée par l'Armada de la République d'Argentine (forces armées navales) jusqu'en 1983, lorsque le gouvernement la récupère.
En 1989, le président Carlos Menem propose la privatisation de deux des trois chaînes de télévision publiques (Canal 11 et Canal 13). Canal 11 est donc cédée au groupe Televisión Federal S.A. et prend le nom de Telefe en 1990.
En novembre 2016, le réseau a été acquis par le conglomérat américain des médias Viacom pour 345 millions de dollars américains et est devenue une chaîne sœur de Channel 5 (Royaume-Uni).
En décembre 2019, Viacom a fusionné avec CBS Corporation pour former ViacomCBS et le réseau est devenu une chaîne sœur de CBS (États-Unis) et Network 10 (Australie).

## Organisation

### Capital
À la suite de sa privatisation en 1989, la chaîne appartenait à Grupo Atlántida (80 %) et News Corporation (20 %). Entre 1998 et 2016, la chaîne appartenait à Telefónica Móviles, S.A. Depuis 2016, la chaîne est maintenant détenue par Viacom (jusqu'en 2019, date à laquelle Viacom a fusionné avec CBS Corporation pour former ViacomCBS, devenu ensuite Paramount Global).

## Programmes
Telefe est la chaîne la plus regardée d'Argentine grâce à la diffusion de nombreuses telenovelas.

## Services pour l'étranger
| Logo du canal | Programmation |
| ------------- | --- |
|               | Telefe Internacional : est une chaîne de télévision argentine. Lancée le 7 juin 1998. Telefe diffuse ses programmes sur signe international en le monde. Telefe Internacional diffuse ainsi des bulletins d'information, des telenovelas, des séries, des magazines, des programmes de divertissement, des réalités, des retransmissions sportives, des variétés et des films argentines. |

## Diffusion
Telefe diffuse ses programmes sur huit stations en Argentine : Canal 8 à Córdoba, Canal 13 à Santa Fe, Canal 5 à Rosario, Canal 11 à Salta, Canal 8 à Tucumán, Canal
7 à Neuquen, Canal 8 à Mar del Plata et Canal 9 à Bahía Blanca.